# Jakob Friis-Hansen
 Ikke at forveksle med Jacob Friis.
Jakob Friis-Hansen (født 6. marts 1967 i Gentofte) er en dansk fodboldtræner og tidligere professionel fodboldspiller, hvis primære position på banen var i det centrale forsvar og sekundært som defensiv midtbanespiller.

## Spillerkarriere

### Klubkarriere
Jakob Friis-Hansen blev indmeldt i den lokale fodboldklub B 1903 som femårig og endte efterfølgende med at spille i Hellerup-klubben hele sin ungdom. Den defensive spiller indledte i 1983 også sin seniorkarriere i barndomsklubben, men debuten i en officiel seniorkamp fandt først sted noget senere i 1985. B 1903 befandt sig på dette tidspunkt i den daværende bedste danske fodboldrække, 1. division, men rykkede ned til 2. division (daværende næstbedste fodboldrække) efter 1983-sæsonen. I 1984-sæsonen kåredes den høje forsvarsspiller til årets danske fund 1984 (en tidligere Carlsberg sponsoreret kåring) i 2. division grundet hans eminente teknik og kølige overblik på banen. I 1986 var Friis-Hansen med til at vinde finalen i DBU's Landspokalturnering med 3'erne (med cifrene 2-1 over Ikast FS) inden defensivspilleren i 1987 skiftede til naboerne og divisionskollegaerne fra Lyngby Boldklub. Friis-Hansen forblev hos Lyngby Boldklub et enkelt år for efterfølgende at vende tilbage til B 1903 hvorpå hans professionelle udlandskarriere påbegyndtes.
I 1989 solgte B 1903 Friis-Hansen til den nordfranske fodboldklub Lille OSC beliggende i den bedste franske fodboldrække, Division 1 (nuværende Ligue 1), som han nåede at spille seks sæsoner for. I slutningen af november 1995 skiftede Friis-Hansen til den noget større franske klub FC Girondins de Bordeaux, hvor han i sin eneste sæson med holdet blandt andet havde franske Zinedine Zidane som klubkammerat og med holdet formåede at spille sig helt frem til finalekampene i UEFA Cuppen. På vejen dertil vandt Bordeaux blandt andet over italienske AC Milan, sammenlagt med cifrene 3-2 efter forinden at have tabt med to mål i Italien. I semifinalen vandt man samlet over tjekkiske Slavia Prag. Friis-Hansen deltog i de fulde 90 minutter i begge UEFA Cup-finalekampe mod tyske FC Bayern München i 1995/96-sæsonen, som imidlertid endte med nederlag på henholdsvis 2-0 og 3-1 (samlet med cifrene 5-1). Privat blev Jakob Friis-Hansen gift med Pernille og sammen fik de børnene Sarah og Christopher, som begge netop er født i Frankrig.
Forsvarsspilleren foretog i sommeren 1996 et klubskifte til nordtyske Hamburger SV, som blandt andet havde en ung Thomas Gravesen på førsteholdet. Den mangeårige aktive udlandsprofessionelle karriere fik dog en brat afslutning, da Friis-Hansen måtte lægge fodboldstøvlerne på hylden i foråret 1999 til trods for at defensivspilleren havde kontrakt med sin klub frem til sommeren 2000. Friis-Hansen havde en meget skadesplaget 1996/97-sæsonen hos Hamburger SV. Således blev Friis-Hansen opereret i knæet i november 1996, fiberskadet i det ene lår under en træningskamp mod Bayer Leverkusen på Hamburger SV's godt to uger lange træningsophold i Florida i februar 1997 og vred om på sit knæ i maj 1997, således at han endnu engang måtte opereres i samme knæ grundet problemer med ledkapslen. I hele 1997/98- og 1998/99-sæsonen var Friis-Hansen langtidsskadet grundet en kronisk hælskade (der oprindeligt begyndte som en hælspore), han pådrog sig under en UEFA Intertoto Cup-kamp for Hamburger SV i juli 1997. I en alder af 31 år besluttede Friis-Hansen i december 1998 endeligt at erklære sig fodboldinvalid, da hælmusklen manglede som følge af en række fejlbehandlinger med talrige indsprøjtninger i begyndelsen af skadesperioden, som forværrede betændelses-tilstanden.
Friis-Hansen kastede sig i stedet over oldboysfodbold i Skovshoved IF. I 2007 vandt Friis-Hansen med den københavnske klub DBU's veteran-landspokalturnering, hvor han blev matchvinder ved at lave finalens eneste scoring i det 35. minut mod sønderjyske Haderslev Fodboldklub. Sideløbende deltog Friis-Hansen på ShowStarS-holdet sammen med en række tidligere landsholdsstjerne samt DBU's Oldboys landshold.

### Landsholdskarriere
Den defensive midtbanespiller deltog på alle DBU's junior- og ynglingelandshold før Friis-Hansen blev udtaget til A-landsholdet. Friis-Hansen opnåede blandt andet 14 kampe (alle som anfører) på U/16-landsholdet i perioden 1982-1983, 32 kampe på U/18-landsholdet i perioden 1982-1985 samt en enkelt U/19 landskamp (som repræsentant for B 1903 og uden at score) mod det daværende Vesttyskland, som blev spillet den 11. september 1982 med sejr til følge med cifrene 2-0. På U/21-landsholdet endte det med at blive til samlet 10 kampe (ingen scoringer) i perioden 1985-1987 igen som repræsentant for B 1903. I 1986 var Friis-Hansen med ligalandsholdet til USA, men opnåede ikke spilletid i nogen af kampene. I januar 1988 blev det derimod til tre uofficielle landskampe (ingen scoringer) på ligalandsholdet som repræsentant for B 1903 i forbindelse med en tur til Bangkok (Thailand), hvor holdet spillede kampe mod FC Tirol, Malaysia og Thailand B.
Med skiftet til franske Lille OSC debuterede Friis-Hansen det efterfølgende år på A-landsholdet den 5. september 1990 i Västerås mod det svenske fodboldlandshold (kampen endte med cifrene 1-0 til Sverige), hvor defensivspilleren blev udskiftet i pausen. Jakob Friis-Hansen kan skrive samlet 19 kampe for det danske A-landshold imellem 1990 og 1996 på sit CV – som repræsentant for franske Lille OSC i 16 landskampe og tyske Hamburger SV i 3 landskampe. Balancen for de 19 landskampe lyder: 11 vundne, 6 uafgjorte og 2 tabte, med målscoren 24-11 og Friis-Hansen sad udenfor på bænken i yderligere 21 kampe. Med A-landsholdet, hvor landstrænerne både placerede Friis-Hansen på den defensive midtbane og i selve forsvaret, vandt han i 1995 FIFA Confederations Cup-mesterskabet (også kaldet King Fahd Cup 1995), da Danmark besejrede Argentina i finalen – en turnering, der blev afviklet i Saudi Arabien og som havde deltagelse af de regionelle mestre fra Nordamerika, Sydamerika, Afrika, Asien samt værterne fra Saudi-Arabien. Imidlertid blev Friis-Hansen ikke udtaget til at deltage i EM-slutrunderne i 1992 og 1996.

## Trænerkarriere
Efter afslutningen på den professionelle spillerkarriere forblev Friis-Hansen i fodboldens verden og begyndte med start fra den 1. juli 1999 en tilværelse som spilleragent og dansk repræsentant for amerikansk-ejede International Management Group (IMG) – på det tidspunkt verdens største managementfirma. I 2002 valgte dog Friis-Hansen i stedet at starte et tilsvarende fodboldagentur (med fokus på rådgivning) op i et samarbejde omkring driften sammen med den tidligere landsholdskollega Brian Laudrup. En del af sin tid tilegnes desuden til et ejendomsselskab, som Friis-Hansen ejer sammen med sin onkel.
Efter et par års betænkningstid kaldte trænergerningen og Friis-Hansen lagde i første omgang ud med at blive ungdomstræner i Hellerup IK, eftersom hans søn spillede i Hellerup IK's ungdomsafdeling. Efterfølgende overtalte klubbens ledelse dog Friis-Hansen til at overtage cheftrænerposten, efter den tidligere cheftræner Claus Brydensholt, for klubbens bedste mandskab med start fra 2003/04-sæsonen. Friis-Hansen indledte sin fire sæsoner lange cheftrænerkarriere i en 2. divisionsklub, der sæsonen forinden var endt på en sidsteplads og dermed nedrykning fra 1. division. Efter sin tiltrædelse i juli 2003 besluttede Friis-Hansen sig for at foretage en større udskiftning af mere eller mindre hele spillertruppen og omlægge divisionstruppens spillestil fuldstændigt. Debuten som træner på 1. seniorplan faldt sted på hjemmebanen Gentofte Stadion mod Kalundborg GF&BK den 2. august 2003 og endte med et uafgjort resultat (2-2). I sin første sæson formåede Friis-Hansen at føre klubben til en samlet førsteplads i 2. division og tilbagevenden til den næstbedste danske fodboldrække. Holdet lå i 2004/05-sæsonen i en periode lå på førstepladsen, men mistede sidenhen placeringen. I 2007 lå klubben derimod til nedrykning og Friis-Hansen tiltrak sig opmærksomhed grundet det store antal af udskiftninger i Hellerup IKs divisionstrup før forårssæsonens start, hvor han lod hele 14 spillere gå, mens 16 nye spillere kom til. Der gik blot et halvt år og et klubskifte til Fremad Amager før endnu en udskiftning af spillertruppen blev gentaget denne gang i et større omfang. I forbindelse med klubbens nedrykning fra 1. division i 2006/07-sæsonen havde han ledelsens accept til i sommerpausen 2007 at udskifte tyve spillere fra førsteholdet, mens blot seks spillere blev bibeholdt fra den forrige sæsons trup.
Fremad Amager A/S offentliggjorde den 8. maj 2007, at 1. divisionsklubben ville blive den tidligere landsholdsspillers nye arbejdsgiver. Der blev indgået en treårig aftale, således at Friis-Hansen skulle starte som klubbens nye cheftræner fra og med 2007/08-sæsonen – til trods for at hans kontrakt med Gentofte Kommunes fodboldflagskib, HIK Fodbold, løb yderligere et år. Hellerup IK's ledelse vurderede imidlertid, at Jakob Friis-Hansen havde en interessekonflikt i den daværende tætte bundstrid i 1. division i slutningen af 2006/07 -sæsonen og cheftræneren blev derfor opsagt kort inden kampen mellem Hellerup IK og Fremad Amager. Dagen efter 1. divisionskampen, der blev afviklet den 28. maj 2007, startede Friis-Hansen før tid som ny cheftræner for Fremad Amager. Friis-Hansens angrebs- og assistenttræner fra HIK-tiden, Peter Rasmussen, fulgte ligeledes med Friis-Hansen over til Fremad Amager, men blev erstattet af assistenttræner Mads Spur-Mortensen inden forårssæsonens start i 2008. Den nye cheftræner kunne dog ikke forhindre 2. divisionsklubben i at rykke ned i den tredjebedste række efter 2006/07-sæsonen. I samarbejde med med Friis-Hansen blev der foretaget en større udskiftning af spillertruppen efter sommerferien, hvilket medvirkede til at Fremad Amager kunne overvintre på førstepladsen med afslutningen på efterårssæsonen 2007 i 2. division Øst. Friis-Hansen forblev imidlertid kun på cheftrænerposten i lidt over 11 måneder, før Sundby-klubbens administration/bestyrelse besluttede at afskedige ham den 5. maj 2008 efter to nederlag på stribe mod Fremad Amagers nærmeste oprykningskandidater i 2007/08-sæsonen (Brønshøj Boldklub og FC Roskilde), hvilket sendte amagerkanerne ned på andenpladsen i Øst-puljen. Den officielle begrundelse fra klubben lød: "På grund af forårets spil og resultater, havde bestyrelsen ikke længere tillid til, at Jacob Friis-Hansen kunne indfri klubbens ambitioner.". Klubbens ledelse så det som en nødvendig fyring i håb om at det ville udmønte sig i en positiv effekt hos spillerne og føre gode resultater med sig i resten af sæsonen.

## Titler/hæder

### Individuelle
- B 1903:
  - Årets fund 1984 i 2. division (næstbedste række)

### Klub
- B 1903:
  - Pokalmester 1985/86
- Hellerup IK:
  - Vinder af 2. division 2003/04

### Landshold
- Danmark:
  - Confederations Cup 1995